# 동물의 숲 (영화)
《극장판 동물의 숲》(일본어: 劇場版 どうぶつの森)은 동물의 숲 시리즈를 배경으로 제작된 만화 영화이다. 《놀러오세요 동물의 숲》을 원작으로 삼았다. 감독으로는 마스터 키튼 등의 작업에 참여하였던 시무라 조지가 맡았다. 이 영화는 동물의 숲 시리즈의 기본 테마인 '어떤 사람이 마을에 이사를 오게 되고, 동물인 마을 사람들과 생활하는 것'을 그대로 이용하였다. 일본에서는 2006년 12월 16일에 개봉했고, 수익은 총 18억 엔이다. 일본 외의 한국을 포함한 다른 국가에서는 아직 개봉한 적이 없다.

## 줄거리
어리고 순수한 소녀 '아이'가 동물의 마을에 이사를 오게 된다. 집 주인인 '너굴(일본명 : 타누키치)'에게 집 열쇠를 받으려고 하나, 오히려 아르바이트를 하게 된다. 아르바이트를 하면서 점점 마을 주민들과 친해지고, 디자이너가 꿈인 코끼리 '샐리'와 고양이 '부케', 그리고 독수리 '아폴로'를 사랑했던 늑대 '비앙카'와 친구가 되어간다. 어느 여름 날 저녁, 해변을 돌아다니던 아이는 유리병 편지를 보게 된다. 편지에는 의미심장한 내용이 적혀있다.
“침엽수를 심어라, 눈의 축제의 밤에 기적이 일어난다.”
이 말을 듣고 눈의 축제가 열리기 전 지도의 표시대로 침엽수를 심은 아이, 그리고 눈꽃축제가 열렸다. 축제가 열린 밤에 알 수 없는 비행물체가 추락하고, 편지에 적혀있던 '기적' 이 일어난다.

## 주요 등장인물
여기에서는 영화의 전체 장면 중 2개 장면 이상 등장하는 등장 인물, 스토리 전개상 중요한 등장 인물만 서술하였다.
- 일본어: あい 아이[*] (성우 - 호리에 유이)

착하고 순수한 여주인공. 동물의 마을로 이사를 온다. 버찌를 좋아한다.
- 일본어: ブーケ 부케[*] (성우 - 후쿠엔 미사토)

고양이. 여자. 솔직한 성격. '아이'와 친구가 된다. 그녀는 마을 동굴에서 세이스모사우르스 화석을 발견한다.
- 일본어: サリー 사리[*], 샐리 (성우 - 오리카사 후미코)

코끼리. 여자. 디자이너가 꿈. 착하고 정중하며, '아이', '부케'와 매우 친하다.
- 일본어: ゆう 유우[*] (성우 - 코바야시 유우)

용감한 남자 아이로 '아이'의 옆 마을에 산다. 그는 코스프레가 취미인데, 주로 닌자나 해적 코스프레를 주로 한다. 또한 곤충이나 화석도 모으고 다닌다.
- 일본어: アルベルト 아루베루토[*], 알베르트 (성우 - 카네코 타카토시)

악어. 남자. 게으르고 장난꾸러기이며, '유우'와 굉장히 친하다.
- 일본어: アポロ 아포로[*], 아폴로 (성우 - 테라소마 마사키)

독수리. 남자. 과묵한 성격으로 자주 카페에 들른다. 자신의 뜰에 파란색 장미를 키운다. '비앙카'를 좋아한다.
- 일본어: ビアンカ 비앙카[*] (성우 - 히노 유리카)

늑대. 여자. 털털하며 약간은 냉정. '아폴로'를 좋아한다.
- 일본어: さるお 사루오[*], 몽돌이 (성우 - 타카토 야스히로)

원숭이. 남자. 운동을 매우 좋아하여 영화의 처음부터 끝까지 운동을 멈추지 않는다.
- 일본어: アラン 아란[*], 앨런 (성우 - 타테카베 카즈야)

고릴라. 남자. 엔카에 능숙하다. '사지마'와 친하다.
- 일본어: さくらじま 사쿠라지마[*], 사지마 (성우 - 우에다 유지)

개미핥기. 남자. 샹송에 능숙하다. '아란'과 친하다.
- 일본어: ダルマン 다루만[*], 달만 (성우 - 에가와 히사오)

펭귄. 남자. 항상 같은 장소에서 낚시를 즐기지만 낚는 것은 언제나 이상한 것들이다. 엔딩 크레딧 장면에서 미꾸라지를 잡는다.
- 일본어: たぬきち 다누키치[*], 너굴 (성우 - 타츠타 나오키)

너구리. 남자. 자신의 가게를 소유하고 있으며, 신입들에게 아르바이트를 시킨다. 말의 끝부분에 '몽'을 붙이는 말투를 가지고 있다.
- 일본어: コトブキ 고토부키[*], 고북 (성우 - 오가타 켄이치)

거북. 남자. 마을의 촌장이다. 촌장직을 계속 하길 원하여 투표율이 적은 눈꽃축제 날을 투표일로 지정하고, 결국 자기 혼자만 투표하여 다시 촌장이 된다.
- ぺりお 페리오[*], 펠리오 (성우 - 스야마 아키오)

펠리칸. 남자. 우편 배달부이며, '사리'가 떠난 후 남긴 편지를 '아이'에게 전달해 준다.
- 일본어: ぺりこ 페리코[*], 펠리 (성우 - 오토하)

펠리칸, 여자. 주로 낮에 동물 마을의 마을사무소에서 일한다. 다정하고 착하다.
- 일본어: ぺりみ 페리미[*], 펠리미 (성우 - 미즈타니 유코)

펠리칸, 여자. 주로 밤에 동물 마을의 마을사무소에서 일한다. 불친절하고, 동생인 펠리와 닮지 않았다.
- 일본어: フータ 후타[*], 부엉 (성우 - 야마구치 캇페이)

부엉이, 남자. 동물 마을의 박물관에서 일한다.여동생(부옥)이 있으며 화석에 관한 이야기를 시작하면 멈추질 못한다. 그의 꿈은 '박물관에 세이스모사우루스 화석을 전시하는 것'이다.
- 일본어: フーコ 후코[*], 부옥 (성우 - 가나이 미카)

부엉이, 여자. '후타'(부엉)의 여동생으로, 박물관 2층의 천문대에서 일한다.
- 일본어: マスター 마스타[*], 마스터 (성우 - 다카야 하시)

비둘기, 남자. 박물관 지하 카페를 운영하는 바리스타이다.
- 일본어: リセットさん 리셋토상[*], 도루묵씨 (성우 - 기무라 유이치)

두더지, 남자. 자칭 '정의의 수호자'. 누군가가 무엇을 잘못하면 땅을 뚫고 나와 소리를 지르며 설교를 늘어놓는다. 그 때문에 실제로는 화가 많이 나는 아폴로의 정원을 망가뜨리는 등 피해를 준다.

## 개봉
《동물의 숲》은 일본에서 2006년 12월 16일 영화관을 통해 개봉됐다. 배급은 도호가 맡았다. 개봉된 주말에 수익이 2억 4600만 엔으로 일본 국내개봉영화 중 《이오지마에서 온 편지》, 《에라곤》 다음인 3위를 기록했다.